# エンタ☆天国!
エンタ☆天国!（エンタ☆てんごく）は、2005年4月から2006年3月までMXTVで放送されたバラエティ番組（アイドル番組）である。

## 概要
芸能企画 四季SEASONとスタジオ・プラスエーが共同制作したアイドル番組で、番組を通して『演じる事』にスポットライトを当て、番組内でHDCAMを使用し高品位フルハイビジョン撮影によるデジタルシネマの制作をしていく。

## 出演者
- 小島由利絵
- 黒木マリナ
- 小林万桜
- 松嶋めぐみ（大堀恵）
- 木下鈴奈
- 絵梨華
- 鈴木ゆき
- 倉貫まりこ
- 鈴木理絵
- 和泉真葵
- せーじ
- 一三